# Alfred Franke-Gricksch
Alfred Franke-Gricksch (* 30. November 1906 in Berlin; † 18. August 1952 in Moskau) war während der Weimarer Republik ein Parteifunktionär und -publizist des nationalrevolutionären Flügels der NSDAP. Er verließ 1930 die Partei und emigrierte 1933. 1934 zurückgekehrt, wurde er im Deutschen Reich SS-Offizier im Rang SS-Obersturmbannführer. In der frühen Nachkriegszeit war er einer der Organisatoren der rechtsnationalistischen Gruppierung „Bruderschaft“. 1952 wurde er wegen seiner SS-Tätigkeit in der Sowjetunion hingerichtet. In den frühen 1930er-Jahren führte er das Pseudonym Hildebrand.

## Leben

### Politische Aktivitäten bis 1934
Alfred Franke-Gricksch stammte aus einer Berliner Kaufmannsfamilie, war zunächst in der Jugendbewegung aktiv und begann ein Lehramtsstudium in Berlin. Zum 1. November 1928 trat er der NSDAP bei (Mitgliedsnummer 102.121). Bei seiner Heirat war der NS-Ideologe und Hitler-Rivale Gregor Strasser einer der Trauzeugen. Die in der Literatur mehrfach zu findende Behauptung, Franke-Gricksch habe eine Tochter Gregor Strassers geheiratet, ist dagegen unrichtig. 1933 wurde sein Sohn Ekkehard geboren. Seine laut Aussagen des Sohnes unpolitische Frau Else ließ sich 1936 von ihm scheiden.
Franke-Gricksch war Anhänger Otto Strassers, der 1930 die NSDAP im Streit mit Hitler verließ und die nationalbolschewistische Splittergruppe Kampfgemeinschaft Revolutionärer Nationalsozialisten gründete, aus der die von Strasser geführte Schwarze Front hervorging. Franke-Gricksch war Mitunterzeichner des Strasser-Aufrufs Die Sozialisten verlassen die NSDAP und wurde einer der Gründer und Führer der „Nationalsozialistischen Arbeiter- und Bauernjugend“, der Nachwuchsorganisation der „Kampfgemeinschaft“. 1933 folgte er Otto Strasser ins Exil nach Österreich und in die Tschechoslowakei. Dort war er als enger Vertrauter Strassers Pressechef und Chefredakteur des Kampfblattes Deutsche Revolution. Seinem Sohn Ekkehard zufolge wurde er in dieser Zeit in Deutschland wegen Landesverrats in Abwesenheit zum Tode verurteilt, was sich allerdings durch keine zeitgenössische Quelle belegen lässt.
1934 brach er mit Strasser und kehrte über die Schweiz nach Deutschland zurück. Später wurde Franke-Gricksch vorgeworfen, er sei schon in seiner Emigrationszeit als Gestapo-Spitzel tätig gewesen und habe sich seine eigene Straffreiheit durch den Verrat von zahlreichen Mitgliedern der in Deutschland illegalen Strasser-Organisation erkauft. Anfang der 1950er-Jahre eröffnete die Staatsanwaltschaft in Bielefeld wegen dieser Vorwürfe ein Ermittlungsverfahren gegen ihn, das aufgrund des Verschwindens Franke-Grickschs im Jahr Herbst 1951 aber nicht fortgeführt wurde.

### Als SS-Führer
1935 wurde Franke-Gricksch Mitglied der SS, wo er es in der SS-Verfügungstruppe und ab Oktober 1939 in der Waffen-SS bis 1941 zum SS-Hauptsturmführer brachte, zuletzt als Nachrichtenoffizier (Ic) im Divisionsstab der SS-Division Totenkopf unter SS-Brigadeführer Theodor Eicke, dem ehemaligen „Inspekteur der Konzentrationslager“. Ab März 1941 fand Franke-Gricksch, der sich selbst als Protegé Reinhard Heydrichs sah, Verwendung beim Sicherheitsdienst (SD) im Reichssicherheitshauptamt. Der Versetzung lag keine Verwundung oder Frontuntauglichkeit zugrunde, sondern sie war Teil eines Personalrotationsplans von Heinrich Himmler („Austausch von Führern zwischen Front und Heimat“), durch den leitende SS-Kader umfassende Front-, Sicherheitspolizei- und Verwaltungserfahrungen erwerben sollten.
Von August 1942 an war Franke-Gricksch bei der SS-Polizei-Division in Russland im Einsatz. Im Januar 1943 traten bei ihm Nierensteine auf. Er wurde ins SS-Personalhauptamt versetzt, wo er zuletzt als SS-Obersturmbannführer das Persönliche Büro des Personalhauptamtschefs Maximilian von Herff führte sowie Leiter des Amts I (Zentralamt) wurde. Seinem Vorgesetzten galt er bald als „zweitbester“ Mann des Hauptamtes.

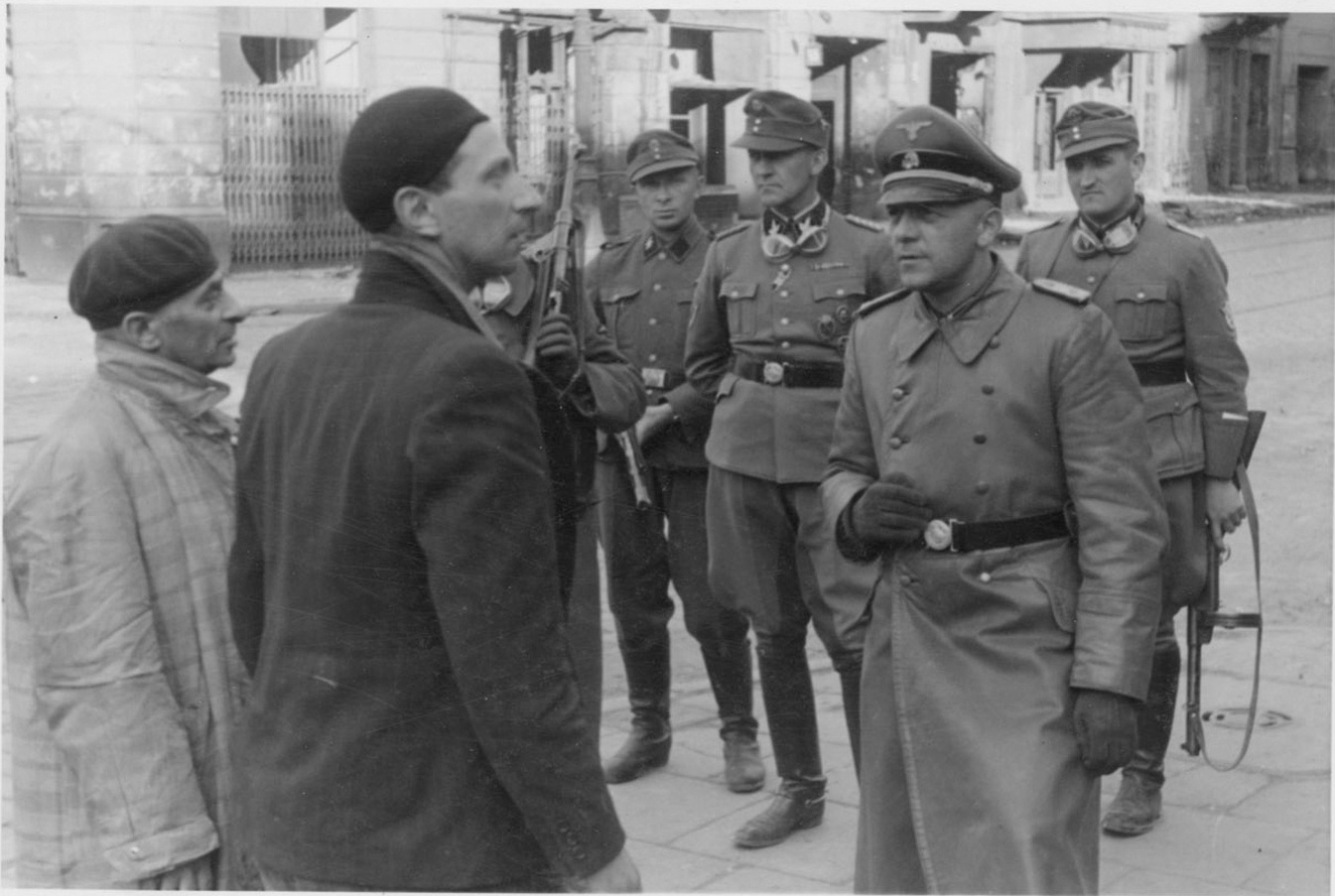
Maximilian von Herff 1943 im Warschauer Ghetto. Links hinter ihm Jürgen Stroop.

Im Mai 1943 nahm Franke-Gricksch an einer Inspektionsreise seines Vorgesetzten Herff im Generalgouvernement teil. Sie besichtigten dabei die Konzentrationslager Auschwitz und Majdanek, die Zwangsarbeitslager Trawniki, Janowska und Poniatowa sowie die SS-Garnison in Lublin. Franke-Gricksch schrieb nach seiner Rückkehr nach Berlin als Bericht:

„Von Trawniki reisten wir zurück nach Lublin, um das spezielle Unternehmen REINHARD zu besichtigen. Diese Abteilung hatte die Aufgabe, das gesamte bewegliche Vermögen der Juden im Generalgouvernement zu verwerten. Es ist erstaunlich, welch riesiges Vermögen die Juden im Ghetto angesammelt hatten. Sogar zerlumpte und von Ungeziefer befallene, dreckige kleine Juden, die wie Bettler aussahen, tragen (wenn man ihnen die Kleidung auszieht) Devisen, Goldstücke, Diamanten und andere Wertsachen mit sich. Wir gingen durch die Keller dieses ‚Spezialunternehmens’ und wurden an die Märchen von ‚Tausend und einer Nacht’ erinnert.“

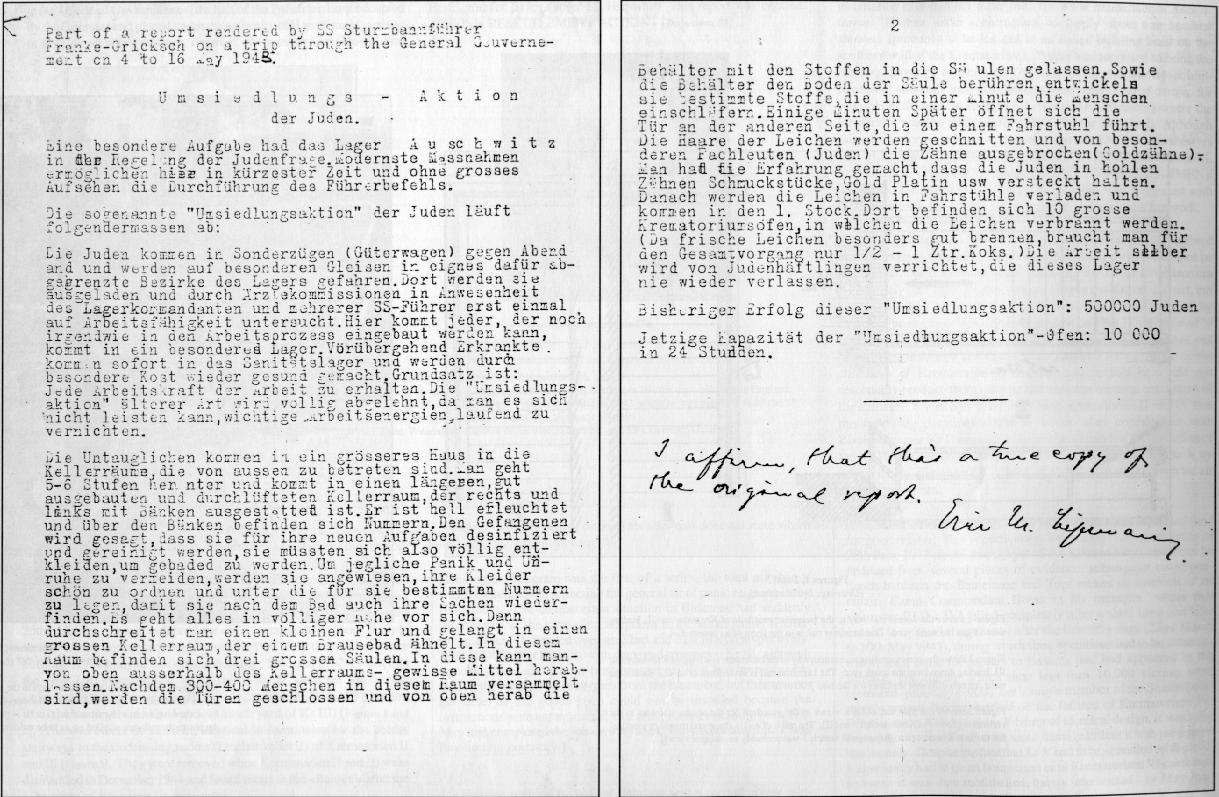
Franke-Gricksch-Report 1943 (auszugsweise Abschrift).

Am 15. Mai beobachtete er mit Herff die Niederschlagung des Warschauer Ghetto-Aufstandes. Über seine während dieser Reise vorgenommene Besichtigung der Vernichtungsanlagen im KZ Auschwitz-Birkenau verfasste Franke-Gricksch ein spezielles Memorandum unter dem Titel „Umsiedlungs-Aktion der Juden“, in dem er die Selektion und Vergasungen beschrieb:

„Eine besondere Aufgabe hat das Lager Auschwitz in der Regelung der Judenfrage. Modernste Massnahmen ermöglichen hier in kürzester Zeit und ohne grosses Aufsehen die Durchführung des Führerbefehls.“

Das Dokument, das nur noch in einer auszugsweisen Abschrift der „War Crimes Branch“ der 3. US-Armee existiert, wird von Geschichtsrevisionisten und Holocaustleugnern als Fälschung bezeichnet.
Kurz vor Kriegsende war Franke-Gricksch mit der Entwicklung von „Methoden der Untergrundarbeit nach einer Niederlage“ beschäftigt. Er gilt als Autor oder Initiator eines am 3. April 1945 innerhalb der SS-Führung erstellten Programmentwurfs unter dem Titel „Die deutsche Freiheitsbewegung (Volksgenössische Bewegung)“, in dem eine Säuberung der NSDAP gefordert wurde:

„Getreu ihrem Eid hält sie dem Führer und seinem Werk die Treue und sagt sich los von einer verrotteten Parteibürokratie und einem mancherorts eingerissenen korrupten Bonzentum, von einer jahrelang andere und sich selbst täuschenden regierenden Kaste in Staat, Partei und den Gliederungen, von einem undeutschen einseitigen Führerprinzip in der inneren und einem hohlen Machtdünkel in der äußeren Politik, von einem verantwortungslosen leichtfertigen Vergeuden der deutschen Volkskräfte.“

Für die innerstaatliche „Erneuerung“ wurde der Einklang von „Führung und Gefolgschaft“, „die Mitentscheidung des Volkes“, die Verwirklichung eines „Bruderschafts“-Konzepts, ein auf dem Eliteprinzip beruhender Staatsaufbau und eine außenpolitische Umorientierung hin zu einem germanisch-europäischen Großreich gefordert.

### Nach 1945
Von 1945 bis 1947 befand Franke-Gricksch sich in britischer Internierung, wo er einer englischen Veröffentlichung nach für den britischen Geheimdienst MI6 angeworben wurde, mit dessen Hilfe er auch die obligatorische Entnazifizierung umging. Anstatt seinen alten SS-Rang zu benutzen, bezeichnete er sich in der Nachkriegszeit lieber als „Oberst a. D.“ und arbeitete als „Wirtschaftsberater“ für ein Textilhaus in Gelsenkirchen.
1948 diktierte Franke-Gricksch seiner zweiten Frau Liselotte eine Rechtfertigungsschrift unter dem Titel „Aus dem Tagebuch eines gefallenen SS-Führers“, in dem er die Probleme und Diskussionen innerhalb der SS-Führung schildert, die sich aus dem Betrieb der Konzentrationslager und der Vernichtung der Juden ergaben. So beschreibt er ein Gespräch mit Heinrich Himmler, in dem dieser die Geheimhaltung der Massentötungen rechtfertigt:

„Wir können heute diesen Schritt selbst dem Führerkorps der SS noch nicht geschichtlich begründen. Sie würden manches nicht verstehen und nur die Tatsachen an sich werten. Erst ein weiter Abstand zu diesen Dingen, vielleicht erst nach Jahrzehnten, vielleicht erst nach einer Zeit der schärfsten Diffamierung dieser Tat wird den Standpunkt gewinnen, der für die Notwendigkeit dieser Aufgabe allein richtig ist.“

Die Aufzeichnungen wurden 1965 von seiner Frau als Zeugin im 1. Frankfurter Auschwitz-Prozess („Strafsache gegen Mulka u. a.“) und im 2. Treblinka-Prozess gegen Kurt Franz u. a. verlesen.

### „Bruderschaft“
Ab den späten 1940er-Jahren lag Franke-Grickschs Haupttätigkeit in dem Aufbau und der Führung einer Kaderorganisation unter dem Namen „Bruderschaft“, die ganz programmatisch auch als „Europäische Bruderschaft Deutscher Nation“ auftrat. Diese hatte sich bereits unmittelbar nach Kriegsende gebildet als „Zellen“-Organisation in britischer Kriegsgefangenschaft um ihn und Helmut Beck-Broichsitter (1914–2000), einen ehemaligen Major der Division Großdeutschland. Zunächst reichte der Wirkungsbereich der „Bruderschaft“ kaum über Hamburg hinaus. 1949 erschienen in der Auslandspresse erste Berichte über die Vereinigung, die als „verschworene Generalsclique mit großdeutschen, neofaschistischen Machtbestrebungen“ dargestellt wurde. Deutsche Zeitungen übernahmen die Meldungen und machten die „Bruderschaft“ damit öffentlich bekannt.
Nach außen gab sich die in ihrer Hochzeit nicht mehr als etwa zweihundert Mitglieder und einige tausend Unterstützer zählende Organisation als rein militärpolitisch orientierte Offiziersvereinigung. In der Presse wurde deshalb gemutmaßt, die „Bruderschaft“ habe den Zweck, die Remilitarisierung Deutschlands vorzubereiten. Dieser Eindruck wurde noch dadurch verstärkt, dass das „Aushängeschild“ der „Bruderschaft“, der Ex-Panzergeneral Hasso von Manteuffel, Kontakte zum Kanzler Konrad Adenauer hatte.
In Wahrheit arbeiteten Franke-Gricksch und Beck-Broichsitter aber an einer weltanschaulich untermauerten Konzeption zur Neuordnung Deutschlands und Europas, mit der „Demokratie und Parlamentarismus“ überwunden werden sollten. Erste Aufgabe der „Bruderschaft“ sollte die Konservierung einer „Führungselite“ sein, um „die Tradition deutschen Führertums in eine spätere Zeit hinüberzuretten und die Leitung der Geschicke unseres Volkes wieder in die Hand zu nehmen“. Nach Meinung des als „Kanzler“ der Organisation firmierenden Franke-Gricksch würde der Zusammenbruch des „parlamentarischen Systems und die Übernahme der Macht durch die Bruderschaft“ schon im Winter 1952/53 erfolgen.
Zusammen mit dem Forstwirtschaftsprofessor Franz Losimfeldt Heske entwickelte Franke-Gricksch darüber hinaus ein ideologisches Modell der „gestuften Ordnung“. Danach sollte es keine demokratische Volksvertretung mehr geben, sondern ein ständisch gegliedertes Parlament. Geführt werden sollte der Staat durch einen nach Begabung und Leistung in Rangstufen unterteilten Eliteorden. Die westlich-demokratische Ordnung mit dem Prinzip der Gleichheit aller Menschen lehnte die Gruppe ab. Ferner forderte man die Überwindung des nationalstaatlichen Denkens und die Schaffung einer „Nation Europa“ als eigenständige politische Kraft. Dazu nahm Franke-Gricksch auch Kontakte zu Otto Skorzeny, dem englischen Faschistenführer Oswald Mosley und dem amerikanischen Kulturphilosophen Francis Parker Yockey auf.

### Ideologische Auseinandersetzungen
Einer Neutralisierung Deutschlands oder einer Remilitarisierung unter der Kuratel der Besatzungsmächte stand die „Bruderschaft“ ablehnend gegenüber. Man werde sich „nicht zum Söldner- oder Hiwi-Dienst für Ost oder West bereitstellen“, verkündete Beck-Broichsitter. Darüber, wie eine Wiederbewaffnung stattdessen erfolgen könnte, herrschten in der Gruppe aber unterschiedliche Vorstellungen: Die Masse der Ex-Militärs favorisierte ein atlantisch ausgerichtetes europäisches Militärbündnis, da die „drohende Haltung des Bolschewismus […] Deutschland an die Seite des Westens“ zwinge. Franke-Gricksch dagegen erklärte: „Unsere deutsche Chance ist die Mittler-Rolle zwischen Ost und West. Unsere Gesprächspartner können allerdings weder Kommunisten noch SED-Satelliten sein. Wenn schon, dann nur bevollmächtigte Russen.“
Mit seiner Konzeption hatte Franke-Gricksch einige ideologische Eckpunkte der „Schwarzen Front“ und anderer nationalrevolutionärer Gruppen der Weimarer Zeit wiederbelebt, so die „Nation Europa“-Idee und die schon von Arthur Moeller van den Bruck propagierte Ostorientierung, und diese mit dem Elitekonzept der SS verbunden, das er 1941 für Heinrich Himmler in einer „Denkschrift über die weltanschauliche Führung in der SS“ und bei seinen Vorträgen an der SS-Junkerschule Tölz umrissen hatte. Aber obwohl Franke-Gricksch seine Konzeption innerhalb der „Bruderschaft“ geschickt mit dem Tauroggen-Mythos und der Reichswehrpolitik der Ära Seeckt zu verbinden suchte, stießen seine als „Rapallo-Tendenzen“ verschrienen Pläne auf Widerstand bei den Ex-Offizieren der Vereinigung, deren politisches Hauptanliegen es war, „mit allen Mitteln bolschewistische Tendenzen zu bekämpfen, seien sie noch so national getarnt“.
Dennoch nahm Franke-Gricksch eine vom ehemaligen Wehrmachtsgeneral und damaligen Vizevorsitzenden der ostdeutschen NDPD Vincenz Müller ausgesprochene Einladung nach Ost-Berlin an, an die sich weitere Gespräche zur Überwindung der deutschen Teilung anschlossen. Dabei ergaben sich für ihn auch erste Kontakte zur sowjetischen Besatzungsmacht. Offiziell blieben Franke-Gricksch und die „Bruderschaft“ für die DDR-Führung „eine Agentenzentrale der Westalliierten“. Inoffiziell dagegen versuchte die östliche Seite ihn als „Meinungsmacher“ für ihre eigene neutralistische Wiedervereinigungsinitiative zu instrumentalisieren, die von DDR-Ministerpräsident Otto Grotewohl im Herbst 1950 begonnen wurde („Deutsche an einen Tisch!“) und die 1952 mit den Stalin-Noten ihren Höhepunkt erreichte.
Anfang 1951 kamen die unterschiedlichen ideologischen Ansätze zwischen Beck-Broichsitter und Franke-Gricksch offen zum Ausbruch und die „Bruderschaft“ zerbrach in zwei Gruppen. Während Franke-Gricksch seinem Bundesbruder Beck-Broichsitter zu enge Kontakte zu den Amerikanern und Verbindungen zum Verfassungsschutz vorwarf, wurden ihm im Gegenzug „eine prosowjetische Politik“ und seine Verbindungen zu „Karlshorst“, also der sowjetischen Militäradministration, vorgehalten.
Beck-Broichsitter probierte sein Glück bei der schon vorher mit der „Bruderschaft“ verbundenen Deutschen Union und anschließend in der rechtsextremen Sozialistischen Reichspartei. Der als „roter Missionar“ verdächtigte Franke-Gricksch versuchte das Konzept der Ostorientierung mit seiner geschmolzenen Anhängerschar weiterzuführen. Anfang 1951 erklärte er, der Rassenkampf „Gelb“ gegen „Weiß“ werde bald die Gegensatzgruppen „Ost“ und „West“ ablösen und die Sowjetunion dazu bringen, sich „auf die weiße Seite zu schlagen“.

### Ende
Im Herbst 1951 kamen Gerüchte auf, Franke-Gricksch sei in den Osten geflohen, später galt er als „verschollen“. In Wirklichkeit war sein Wert für die Sowjetunion damals so weit gesunken, dass er im September 1951 in Ost-Berlin gemeinsam mit seiner Ehefrau vom sowjetischen Geheimdienst verhaftet wurde.
Am 17. Mai 1952 verurteilte das Sowjetische Militärtribunal Nr. 48240 Franke-Gricksch für seinen Russlandeinsatz bei der Waffen-SS im Jahr 1942 zum Tode. Grundlage des Verfahrens bildeten das Kontrollratsgesetz Nr. 10, das die Verfolgung von Kriegsverbrechen, Verbrechen gegen den Frieden und die Menschlichkeit regelte. Verurteilt wurde er nach Artikel 58 des Strafgesetzbuches der UdSSR wegen Unterstützung der internationalen Bourgeoisie (Abs. 4), Spionage (Abs. 6), Propaganda gegen die Sowjetunion (Abs. 10) sowie Vorbereitung und Begehung konterrevolutionärer Verbrechen (Abs. 11). Ein Gnadengesuch wurde am 15. August 1952 abgelehnt. Drei Tage später wurde Franke-Gricksch in Moskau hingerichtet. Seine Ehefrau wurde zu 25 Jahren Zwangsarbeit verurteilt. Sie kehrte im Oktober 1955 aus dem Arbeitslager Workuta in die Bundesrepublik zurück. 1995 wurde Franke-Gricksch von den russischen Behörden rehabilitiert und das Urteil rückwirkend aufgehoben.
Sein Sohn Ekkehard Franke-Gricksch (1933 bis 2006) war bis 1972 einer von zwei Geschäftsführern der Kurbetrieb Menzenschwand GmbH, von 1972 bis 1973 der erste Chefredakteur der im Burda-Verlag erscheinenden Zeitschrift Mein schöner Garten sowie war Autor und Inhaber des auf rechtsradikale Verschwörungstheorien spezialisierten Verlags „Diagnosen“.

## Schriften
- Und nun erst Recht Schwarze Front! In: Schwarze Front, 5. Februar 1933, S. 2 (unter dem Pseudonym Hildebrand).